# Múscul orbitari
El múscul orbitari (musculus orbitalis) és un múscul no estriat (múscul llis) vestigial o rudimentari que creua des del solc infraorbitari i la fissura esfenomaxilar. Es tracta d'una fina capa de múscul llis que tanca la fissura orbitària inferior i està íntimament unida amb el periosti de l'òrbita ocular. Va ser descrit per Heinrich Müller, i sovint se l'anomena múscul de Müller. Està situat a la part posterior de l'òrbita i s'estén per la fissura infraorbitària.
És innervat pels nervis simpàtics i la seva funció és dubtosa, tot i que sembla que es relaciona amb la protrusió del globus ocular. Però si es lesionen les fibres simpàtiques que el controlen, es produeix una caiguda parcial i involuntària de la parpella, com passa en la síndrome de Bernard-Horner. Per a alguns autors, el múscul orbitari forma part del múscul elevador de la parpella. La Terminologia Anatomica el contempla per separat amb el codi A15.2.07.009 (musculus orbitalis).

## Múscul de Müller
El terme múscul de Müller s'utilitza de vegades com a sinònim també del múscul tarsal superior. No obstant, el mateix terme també s'utilitza per a denominar les fibres circulars del múscul ciliar, i també per al múscul orbitari que cobreix la fissura orbitària inferior. Donada aquesta possible confusió, l'ús del terme múscul de Müller no s'ha d'usar llevat que el context elimini qualsevol ambigüitat.